# Amortiguador (automóvil)

Amortiguador de gas. Los componentes son:
A - barra
B - pistón con junta de estanqueidad
C - cilindro
D - depósito de aceite
E - pistón flotante
F - cámara de aire

El amortiguador telescópico es un dispositivo construido con un eje cromado y dos tubos de acero (uno dentro del otro). El tubo exterior se denomina tubo de reserva (lleno de aceite). El interno, tubo de compresión. En un extremo, el eje de acero tiene el apoyo que se ancla al vehículo. En el otro extremo se monta un pistón, que siempre se desplaza a lo largo del tubo de compresión, el cual presiona o succiona aceite que fluye a través de válvulas instaladas en el tubo de compresión. Esta construcción genera dos fuerzas muy diferentes, extensión y compresión, cuyas funciones son:
- Adhesión del vehículo a la vía terrestre
- Aportación de seguridad en las curvas
- Evitar que navegue
- Obtención permanente de una marcha confortable

Los amortiguadores son componentes comunes de la suspensión de automóviles y de otros vehículos, como motocicletas, bicicletas, aviones (en este caso con diferente tecnología). La función del amortiguador es controlar los movimientos de la suspensión, los muelles y/o resortes. El movimiento de la suspensión genera energía cinética, que se convierte en energía térmica o calorífica. Esta energía se disipa a través del aceite.

## Detección de un amortiguador dañado
El estado de un amortiguador y si esta dañado o no, se puede determinar observando una serie de señales sea en el comportamiento del vehículo, o bien de desagaste en partes del vehículo:
1. Las ruedas:
  1. Se desgastan por secciones (como a mordiscos)
  2. Saltan durante la marcha
2. El vehículo da brincos descontrolados
3. Fuga de aceite en el amortiguador
4. Vehículo difícil de controlar en las curvas JF. Si al presionarlo se balancea más de una vez y media, probablemente requiere cambio
5. Pérdida de estabilidad
6. Mayor distancia de frenado
7. Falta de adherencia al asfalto húmedo (aquaplaning)
8. Pérdida de confort

## Clases de amortiguadores por su forma
- Convencionales

1. Ojo ojo
2. Ojo perno
3. Perno perno

- Semiestructura, cápsulas o cartuchos
- Estructura o Macpherson

## Clases de amortiguadores por el diámetro del pistón
- Semi reforzado con pistón de una pulgada y 3/16 de diámetro
- Reforzado: posee pistones de una pulgada y 3/8 en su diámetro
- Ensanchado: es el mismo reforzado con su tubo de reserva más amplio; esto permite más volumen de aceite para permanecer más tiempo sin calentarse
- Extra reforzado construido con pistones de una pulgada y 3/4 o más grande; equipados en tracto mulas generalmente o camiones con carga pesada. Recordemos: los amortiguadores no soportan carga o peso, sino que controlan (amortiguan) los movimientos de la suspensión.

Cabe mencionar los amortiguadores estándar, con pistón de 25 milímetros; su rendimiento y vida no son tan recomendables.

## Tipos de amortiguadores
- Hidráulico. Es el más común
- De gas o con nitrógeno. Es el hidráulico adicionado con gas, lo cual produce más confort
- Neumático o con cámara adicional de aire. Se usa en vehículos blindados.
- Reológico
- Magnético
- De caídas
- Load leveler (nivelador de carga). Se usa para nivelar vehículos sobrecargados
- Monotubo. Su desempeño es admirable. Dentro de un tubo tiene dos cámaras: una de aceite y otra de nitrógeno